# Taraxacum pannucium
Taraxacum pannucium — вид квіткових рослин з родини айстрових (Asteraceae). Вид зростає в Європі: Австрія, Бельгія, Чехія, Данія, Фінляндія, Франція, Німеччина, Велика Британія, Ірландія, Нідерланди, північноєвропейська Росія, Норвегія, Польща, Швеція; це багаторічна рослина помірних біомів.

## Опис
T. pannucium має зелені черешки з паралельними крилами та короткі розпростерті сигмоподібні приквітки. У нього дуже вузьке листя з довгою, вузькою, але тупою кінцевою часткою, яка здебільшого цілісна.